# Вентиль (музыка)
Ве́нтиль (нем. Ventil — клапан, от лат. ventilo — дую, продуваю) — механизм для быстрого подключения и отключения дополнительных трубок на медных духовых музыкальных инструментах. При нажатии на вентиль воздух в основном канале инструмента соединяется с воздухом в дополнительной петлеобразной трубке. Длина воздушного столба увеличивается и высота звука понижается. Применяются вентили, понижающие звук на полутон, целый тон, полтора тона и два с половиной тона (квартвентиль). Одновременное нажатие двух или нескольких вентилей производит суммарное понижение звука до пяти с половиной тонов. Таким образом, набор вентилей даёт возможность извлекать на инструменте кроме звуков натурального звукоряда все остальные звуки равномерно темперированного строя.
На трубе используется три вентиля, на трубе-пикколо четыре, на валторне от трёх до пяти, на тубе четыре или пять. На тромбоне вместо вентильного механизма используется выдвижная трубка кулиса.
Существует два вида вентилей: помповый (с 1814 года) и поворотный (с 1832 года). Помповый (пистонный) вентиль представляет собой цилиндр со сквозными отверстиями, двигаемый вниз-вверх. Поворотный вентиль приводится в действие при помощи рычажного механизма.

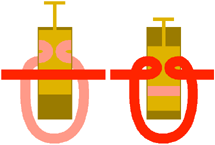
Схема действия помпового вентиля
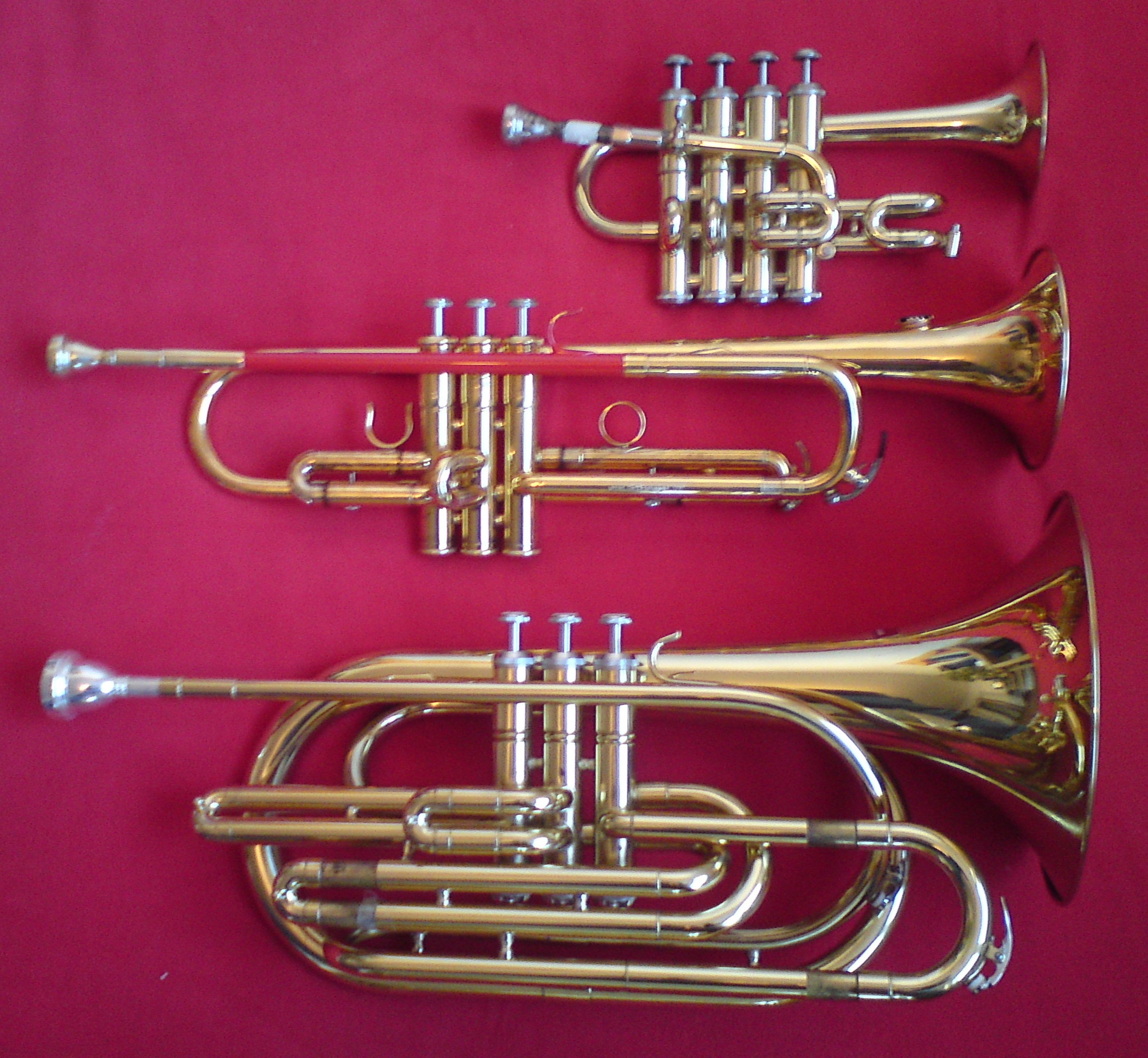
Помповые трубы
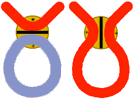
Схема действия поворотного вентиля
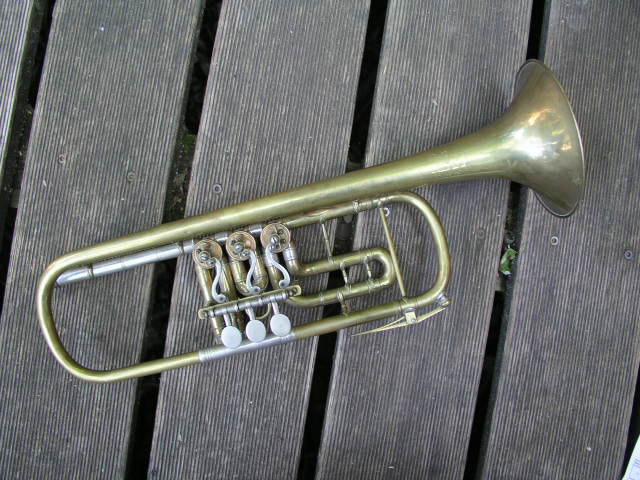
Вентильная труба